# Lijst van kardinalen in Nederland
Dit is een lijst van kardinalen in Nederland. De eerste twee in de lijst werden geboren op het grondgebied van het tegenwoordige Nederland, maar toen was van een Nederlandse nationaliteit nog geen sprake. Op dit moment heeft Nederland één kardinaal:  Wim Eijk, aartsbisschop van Utrecht.

## Lijst
| Creatie           | Rang                                | Afbeelding | Naam                                                  | Titeldiakonie/titelkerk                            | Leven      | Nationaliteit          |
| ----------------- | ----------------------------------- | ---------- | ----------------------------------------------------- | -------------------------------------------------- | ---------- | ---------------------- |
| 1 juli 1517       | kardinaal-priester                  |            | Adriaan Florenszoon Boeyens (latere paus Adrianus VI) | Santi Giovanni e Paolo                             | 1459-1523  | Habsburgse Nederlanden |
| 10 september 1523 | kardinaal-priester                  |            | Willem van Enckevoirt                                 | Santi Giovanni e Paolo                             | 1464-1534  | Habsburgse Nederlanden |
| 27 november 1911  | kardinaal-diaken kardinaal-priester |            | Willem Marinus van Rossum                             | San Cesareo in Palatio Santa Croce in Gerusalemme  | 1853-1932  | Nederland              |
| 18 februari 1946  | kardinaal-priester                  |            | Johannes de Jong                                      | San Clemente                                       | 1885-1955  | Nederland              |
| 28 maart 1960     | kardinaal-priester                  |            | Bernardus Alfrink                                     | San Gioacchino ai Prati di Castello                | 1900-1987  | Nederland              |
| 28 april 1969     | kardinaal-diaken kardinaal-priester |            | Johannes Willebrands                                  | Santi Cosma e Damiano San Sebastiano fuori le Mura | 1909-2006  | Nederland              |
| 25 mei 1985       | kardinaal-priester                  |            | Ad Simonis                                            | San Clemente                                       | 1931-2020  | Nederland              |
| 18 februari 2012  | kardinaal-priester                  |            | Wim Eijk                                              | San Callisto                                       | 1953-heden | Nederland              |

Tevens werd er één kardinaal geboren in Nederland, maar deze vestigde zich in België:
| Creatie      | Rang               | Afbeelding | Naam                      | Titeldiakonie/ Titelkerk              | Leven     | Nationaliteit |
| ------------ | ------------------ | ---------- | ------------------------- | ------------------------------------- | --------- | ------------- |
| 26 juni 1967 | kardinaal-priester |            | Maximilien de Furstenberg | Sacro Cuore di Gesù a Castro Pretorio | 1904-1988 | België        |

## Lijst per aantal
Deze lijst geeft een overzicht van de kardinalen in tijdsperioden. Het grootste aantal was drie kardinalen (tussen 1985 en 1987).
| Periode    | Aantal | Namen                                                 |
| ---------- | ------ | ----------------------------------------------------- |
| 1517-1522  | 1      | Adriaan Florenszoon Boeyens                           |
| 1523-1534  | 1      | Willem van Enckevoirt                                 |
| 1534-1911  | 0      | 377 jaar geen kardinaal                               |
| 1911-1932  | 1      | Willem Marinus van Rossum                             |
| 1932-1946  | 0      | 14 jaar geen kardinaal                                |
| 1946-1955  | 1      | Johannes de Jong                                      |
| 1955-1960  | 0      | 5 jaar geen kardinaal                                 |
| 1960-1969  | 1      | Bernardus Alfrink                                     |
| 1969-1985  | 2      | Bernardus Alfrink en Johannes Willebrands             |
| 1985-1987  | 3      | Bernardus Alfrink, Johannes Willebrands en Ad Simonis |
| 1987-2006  | 2      | Johannes Willebrands en Ad Simonis                    |
| 2006-2012  | 1      | Ad Simonis                                            |
| 2012-2020  | 2      | Ad Simonis en Wim Eijk                                |
| 2020-heden | 1      | Wim Eijk                                              |

## Deelname aan conclaven
Van de Nederlandse kardinalen nam Alfrink driemaal deel aan een conclaaf (1963, augustus 1978 en oktober 1978). Van Rossum nam deel aan twee conclaven, (1914 en 1922), evenals Willebrands die de beide conclaven van 1978 bijwoonde. Simonis in 2005 en Eijk in 2013 hebben één conclaaf bijgewoond, evenals Van Enckevoirt toen in 1523 paus Clemens VII werd gekozen. Diens voorganger, de Nederlander paus Adrianus VI, woonde nimmer een conclaaf bij, zelfs niet het conclaaf waarbij hijzelf werd gekozen. De Jong overleed voordat er een conclaaf plaatsvond.
Willebrands in 2005 en Simonis in 2013 waren niet meer gerechtigd deel te nemen aan het conclaaf in dat jaar omdat zij de leeftijdsgrens van 80 jaar gepasseerd waren.